# 長興警察署
長興警察署（チャンフンけいさつしょ）は、全南地方警察庁所管の警察署である。

## 管轄区域
- 長興郡

## 沿革
- 1945年10月21日 - 開署

## 組織
- 警務課
- 生活安全交通課
- 捜査課
- 情報保安課

## 管轄派出所
- 冠山派出所
- 邑内派出所
- 大徳派出所
- 安良派出所
- 蓉山派出所
- 長平派出所
- 会鎮派出所

## 管轄治安センター
- 夫山治安センター
- 有治治安センター
- 長東治安センター